# Свинцовка (приток Юхоти)
Свинцовка — река в России, протекает по Большесельскому району Ярославской области, левый приток реки Юхоть.

## География
Бассейн реки Свинцовка расположен между бассейнами других притоков Юхоти: Левонька (к западу) и Молокши (к востоку).
Река берёт начало примерно в 4 км к юго-востоку от деревни Телятово, течёт на северо-запад. Телятово — первый населённый пункт на правом берегу реки, напротив её стоит деревня Путалово. Через два километра на левом берегу деревня Иванцево, напротив её Внучково. Далее река описывает зигзаг и принамает безымянный правый приток. После него на правом берегу деревни Гаврильцево и Отестово, а на левом — Соснино. Далее н правом берегу деревня Захаркино, после которой в Свинцовку впадает правый приток Хмелёвка. После этого река принимает левый приток Усов. Далее на левом берегу стоит деревня Русилово по северной околице проходит дорога из Углича на Большое село, пересекающая реку по мосту. На расстоянии около 1 км к северу от этого моста у деревни Мелкуши находится устье реки в 26 км по левому берегу реки Юхоть. Длина реки составляет 20 км, площадь водосборного бассейна — 96,1 км².

## Притоки Свинцовки

### Усов
Малая река в Большесельском районе, основной левый приток Свинцовки. Длина реки около 4 км. Исток находится в урочище Лучеево в 1,5 км к западу от деревни Ботвино. Река течёт в северном направлении. На левом берегу реки ранее имелась деревня Прямки. Впадает в Свинцовку в 1 км ниже деревни Соснино. Уровень воды в устье 117,4 м.

### Хмелевка
Малая река в Большесельском районе, основной правый приток Свинцовки. Длина реки около 6 км. Исток находится в 2 км к востоку от деревни Поткино. Река течёт преимущественно в западном направлении. На половине пути она пересекает дорогу, ведущую от Нового села на юг к деревне Ботвино. На этой дороге, на удалении менее 1 км от правого берега Хмелевки стоит деревня Хмельники. Далее на левом берегу реки находится деревня Брячково. В 1 км западнее Хмелевка впадает в Свинцовку.

## Данные водного реестра
По данным государственного водного реестра России относится к Верхневолжскому бассейновому округу, водохозяйственный участок реки — Волга от Угличского гидроузла до начала Рыбинского водохранилища, речной подбассейн реки — бассейны притоков (Верхней) Волги до Рыбинского водохранилища. Речной бассейн реки — (Верхняя) Волга до Куйбышевского водохранилища (без бассейна Оки).
Код объекта в государственном водном реестре — 08010100912110000004581.